# يفغيني كيسين
يفغيني إيغوريفيتش كيسين (الروسية: Евге́ний И́горевич Ки́син، بالحروف اللاتينية: Evgénij Ígorevič Kísin، اليديشية: יבגני קיסין، بالحروف اللاتينية: Yevgeni Kisin؛ من مواليد 10 أكتوبر 1971) هو عازف بيانو وملحن روسي المولد. أصبح مواطنًا بريطانيًا في عام 2002 ومواطنًا إسرائيليًا في عام 2013. وقد نال شهرة عالمية لأول مرة عندما اعتبر طفل عبقري في مجال الموسيقي. لديه ذخيرة واسعة وهو معروف بشكل خاص بتفسيراته لأعمال العصر الرومانسي، ولا سيما أعمال فرانز شوبرت، فريديريك شوبان، روبرت شومان، فرانز ليست، يوهانس برامس، سيرجي رخمانينوف، موديست موسورسكي ولودفيج فان بيتهوفن. يُنظر إليه عمومًا على أنه خليفة عظيم لمدرسة البيانو الروسية بسبب عمق تفسيراته وغنائيتها وجودتها الشعرية.